# Leucania putrescens
Leucania putrescens är en fjärilsart som beskrevs av Charles Andreas Geyer 1827. Leucania putrescens ingår i släktet Leucania och familjen nattflyn. Inga underarter finns listade i Catalogue of Life.

## Bildgalleri

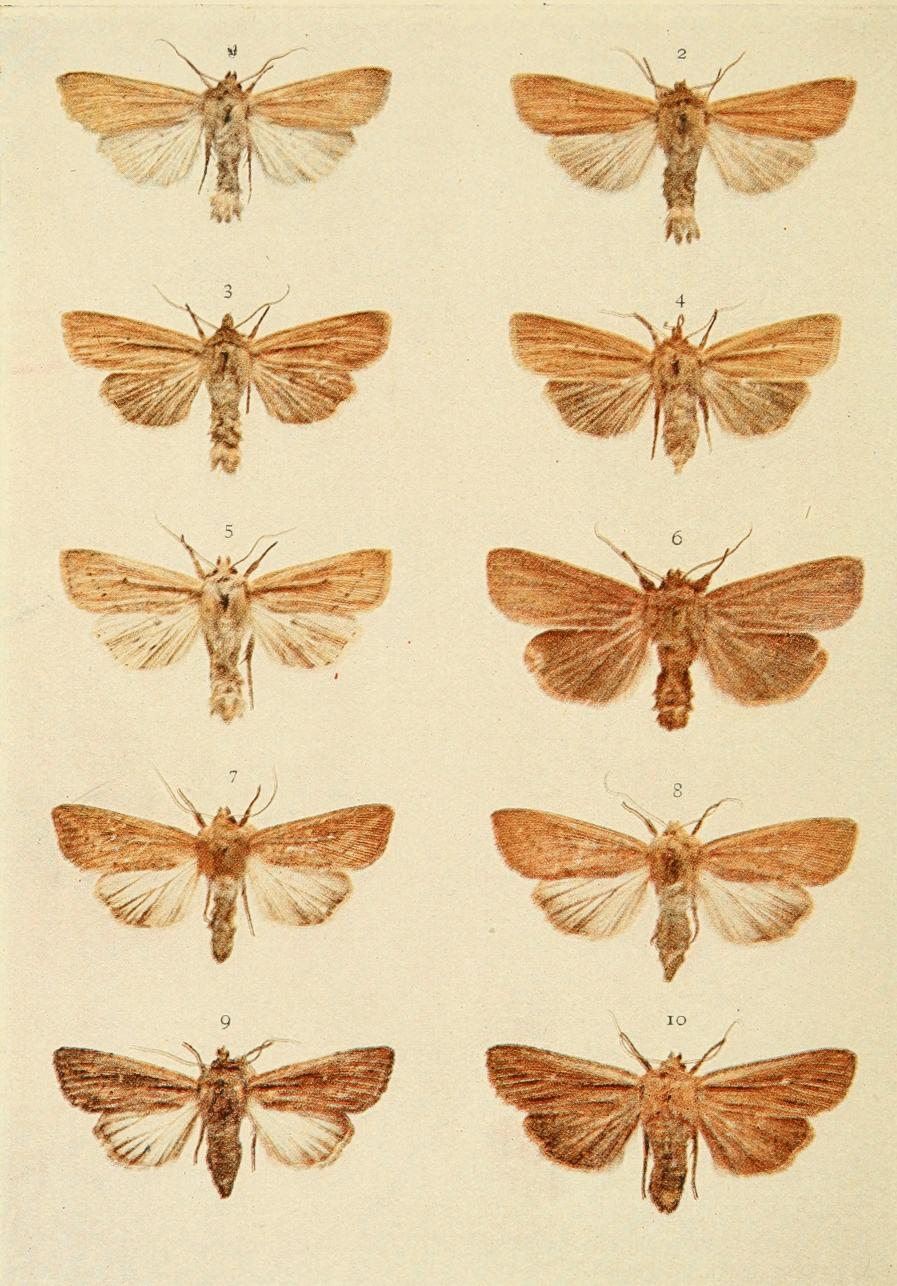
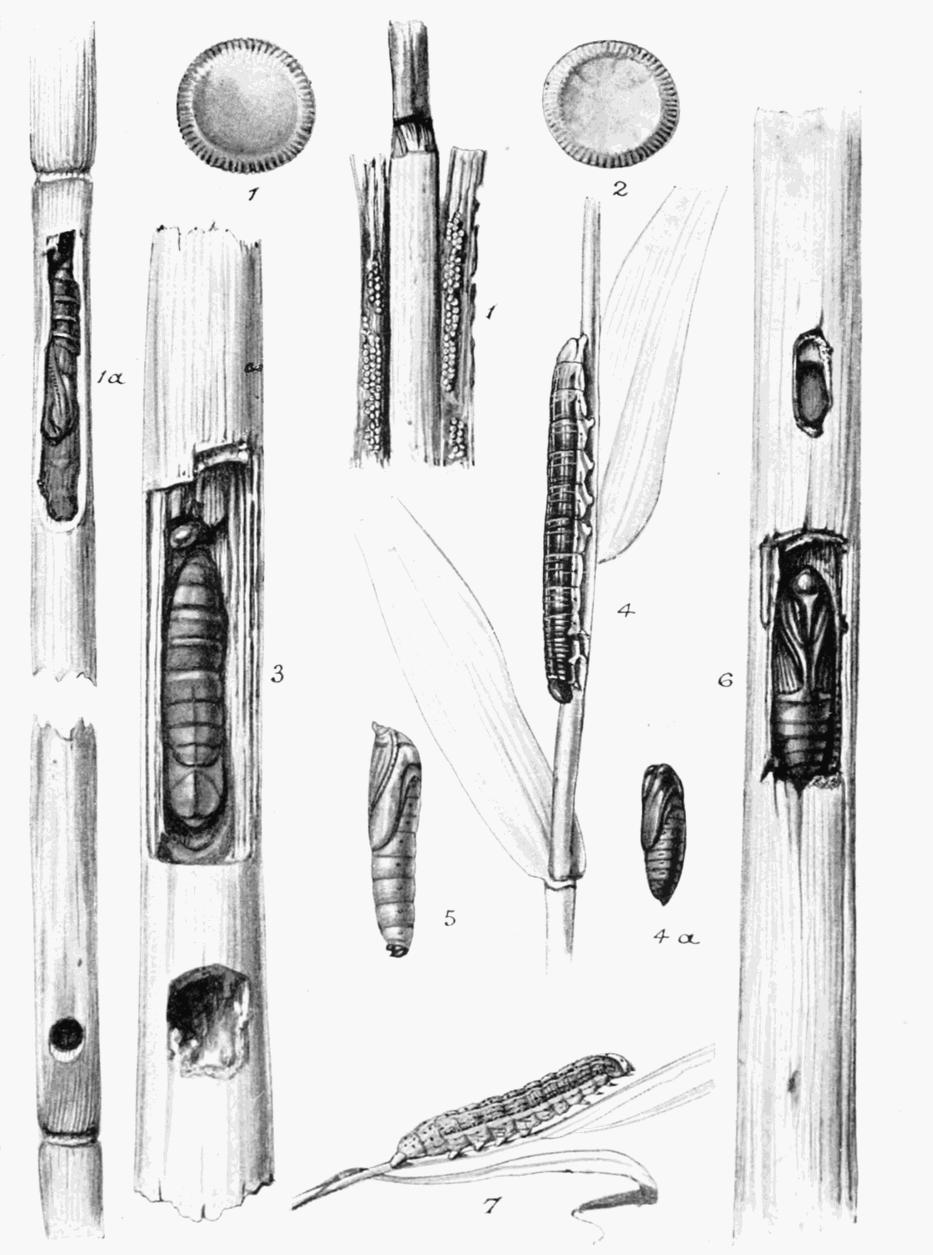